# Ambt Ommen
Ambt Ommen est une ancienne commune néerlandaise de la province d'Overijssel.
La commune a été créée le 1er juillet 1818 par la scission d'Ommen en trois parties : la ville (Stad Ommen), la campagne environnante (Ambt Ommen) et la partie septentrionale (qui devient Avereest). En mai 1923, les communes d'Ambt et Stad furent de nouveau regroupées.